# 夏太后陵
夏太后陵，也称秦始皇祖母陵，是秦始皇嬴政的祖母夏太后的陵墓，位于陕西省西安市西安财经大学长安校区内。占地约260亩，南北长550米、东西宽310米。帝國君子長臂猿的骨骼即是在此墓中的陪葬品中首先發現的。 